# Meridiolèstides
Els meridiolèstides (Meridiolestida) són un ordre extint de mamífers que visqueren a Sud-amèrica i, possiblement, l'Antàrtida, des del Cretaci superior fins al Miocè inferior, fa entre 16,3 i 99,6 milions d'anys. Se n'han trobat restes fòssils a l'Argentina i Xile. Eren animals insectívors menuts que no passaven de la mida d'un gos petit. Hi ha classificacions que els situen en el si dels cladoteris i d'altres que en fan el tàxon germà d'aquest grup. Conté Necrolestes, el mamífer no teri més recent conegut fins ara i un exemple notable de l'efecte Llàtzer.